# 费乐理
費樂理（義大利語：Alfonso Maria Corrado Ferrani；1892年2月1日—1966年3月10日），是天主教義大利籍主教及方濟會會士。曾任老河口教區主教。（1932年-1966年）

## 生平
費樂理出生於1892年2月1日，在義大利佛羅倫斯省阿尔诺河畔里尼亚诺。1908年7月21日，他在16歲時加入方濟會的托斯卡納五傷聖痕會省，1914年12月17日他在22歲時發永願。
1920年8月25日費樂理28歲在阿雷佐晉鐸。1922年，赴中國湖北省傳教，曾擔任湖北西北境宗座代牧區總修院院長及當地方濟會會長。
1930年10月18日，費樂理在38歲時獲時任教宗庇護十一世任命為老河口宗座代牧區宗座署理，接替因病辭職的恩禮奇主教。
1932年1月27日，費樂理主教正式被任命為老河口宗座代牧區宗座代牧，領銜土耳其阿斯潘多斯教區主教。同年5月29日在漢口聖若瑟主教座堂，由漢口宗座代牧希賢主教主禮，武昌宗座代牧艾原道主教、宜昌宗座代牧顧學德主教襄禮晉牧。
1938年5月26日，費主教主禮河南省南陽教區主教梅先春晉牧。
1946年4月11日，聖座在中國設立聖統制，老河口宗座代牧區升格為老河口教區。費樂理主教出任老河口教區首任正權主教。
1949年10月1日，中國共產黨在中國大陸地區建立中華人民共和國，並開始針對天主教進行宗教迫害及打壓，教會已經無法正常功能。1952年4月，費樂理主教及范濟黎副主教等被光化縣公安局逮捕。1954年6月，費樂理主教以“策劃和組織反革命武裝暴亂”罪名被判處有期徒刑7年，關押于武昌。1955年，費樂理被驅逐出境，同年9月經香港返回義大利。
他曾出席1962年至1965年間舉行的梵蒂岡第二屆大公會議。
1966年3月10日，費樂理主教在義大利佛羅倫斯省的方濟會會院去世，享年74歲。